# 5816 Potsdam
5816 Potsdam (1989 AO6) là một tiểu hành tinh vành đai chính được phát hiện ngày 11 tháng 1 năm 1989 bởi F. Borngen ở Tautenburg.